# Восленский, Иосиф
Иосиф Восленский (кон. 1780-х ― нач. 1790-х гг. — после 1815) — поэт, прозаик, переводчик.

## Биография
В 1809 году учился в Московской славяно-греко-латинской академии. В 1811 году — диакон московской церкви Святого Князя Владимира в Старых Садех. Дальнейшая биография Восленского неизвестна.
В 1808―1815 годах Восленский активно сотрудничал в издаваемом Максимом Невзоровым журнале «Друг юношества» (1808―1815). Статьи Восленского содержали идеи религиозно-нравственной nолезности естественно-научных знаний («Разговор о строении глаз» ― 1809; «Рассуждение о пользе физики» ― 1810). Акростих, обращённый к Ивану Лопухину с характерным nосвящением: «Его превосходительству, благодетелю человечества…» (1814), общая наnравленность творчества nозволяют nредnолагать близость Восленского к масонству. Оnубликованные в «Друге юношества» оды Восленского nроннкнуты религиозным духом, неnриятием просветительских идей («Новый год» ― 1810; «К повреждённому человеку», «Пожар грозы» ― обе 1810; «Послание к И. А. А.» ― 1815). Ода-nоэма «Падение и восстановление человека» (1810) в эсхатологических тонах рисует библейскую картину сотворения мира. Архаичность слога, сложная метафорическая система стихотворных произведений Восленского обнаруживают влияние од Михаила Ломоносова и Семёна Боброва.

"29 мая. 
В доме коллежского секретаря Ивана Иванова Старцева женился Московской Cлавяно-Греколатинской академии кончивший курс богословского учения студент Иосиф Захаров Восленский и понял за себя Московской епархии Верейской округи села Богородского... церкви тихвинской Богородицы священника Григория Сергеева дочь Наталью Григорьеву, о коих надлежащий обыск... чинен был". 
Метрические книги Ивановского сорока. Церковь св. Владимира в Садех. 1810 г.
NB: Иосиф Восленский был соседом и М. Невзорова, и И. В. Лопухина - все они были прихожанами церкви Св. Князя Владимира в Старых Садех.